# Cirro (Siria)
Cirro o Ciro (en griego: Κύρρος, Kyrrhos) es una ciudad en la antigua Siria fundada por Seleuco I Nicátor, uno de los generales de Alejandro Magno. Otros nombres para la ciudad incluyen Hagiópolis, Nebi Huri (en árabe: نبي حوري‎) y Khoros (حوروس, Ḳūrus). Una etimología falsa del siglo VI lo conecta con Ciro, rey de Persia debido al parecido de los nombres. El antiguo obispado romano/bizantino es ahora una doble sede titular católica.

## Ubicación
Sus ruinas se encuentran en el norte de Siria, cerca de la frontera con Turquía.
Está alrededor de 70 km al noroeste de Alepo y 24 km al oeste de Killis, en Turquía. Cirro era la capital del extenso distrito de Cirréstica, entre la llanura de Antioquía y Comagene.
El sitio de la ciudad está marcado por las ruinas de Khoros, a 20 km de Azaz, Siria, cerca del río Afrin, un afluente del Orontes.

## Historia
Cirro de Siria fue fundado por Seleuco I Nicátor poco después del 300 a. C., y fue nombrado por la ciudad macedonia de Cirro. Andrónico de Cirro construyó la Torre de los Vientos en Atenas. Fue tomada por el reino de Armenia en el siglo I a. C., luego se convirtió en romana cuando Pompeyo tomó Siria en el 64 a. C. En el siglo I d. C., se había convertido en un centro administrativo, militar y comercial romano en la ruta comercial entre Antioquía y el cruce del río Éufrates en Zeugma, y acuñó su propia moneda. Fue la base de la legión romana Legio X Fretensis. El imperio persa sasánida lo tomó varias veces durante el siglo III.
En el siglo VI, la ciudad fue embellecida y fortificada por el emperador bizantino Justiniano I. Sin embargo, fue tomada por los musulmanes en 637 y conocida en ese momento con el nombre de Qorosh, y más tarde por los cruzados en el siglo XI. Nur al-Din Zangi recapturó Cirro en 1150. Los viajeros musulmanes de los siglos XIII y XIV la describen como una gran ciudad y en gran parte en ruinas.

## Arqueología

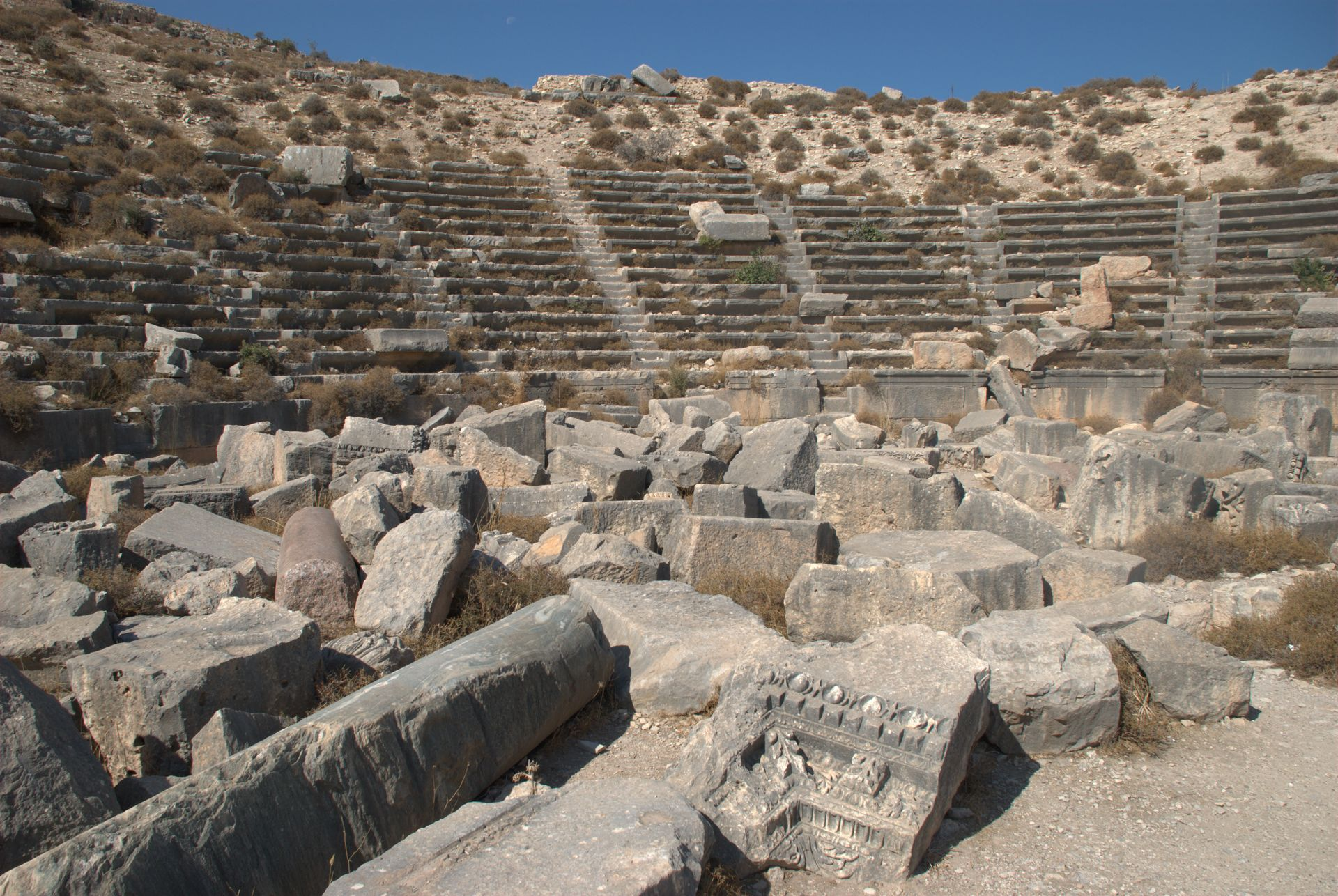
El bien conservado anfiteatro romano de Cirro se encuentra entre los más grandes de Siria.

La ciudad ha sido excavada por la Misión Arqueológica Siria Libanesa de Cirro. Los resultados iniciales indican un trazado cuadrado con un plano hipodámico y una carretera principal central con columnatas típicas del oriente helenístico. El trazado de la carretera parece haber sobrevivido hasta la época islámica. Los restos en Cirro incluyen dos puentes romanos en funcionamiento, un teatro en ruinas fuera de la ciudad y los cimientos de una basílica y algunas fortificaciones urbanas. En el siglo VI se construyó una ciudadela bizantina en la cima de la colina detrás del teatro, con evidencia de influencias griegas y egipcias en el trabajo de diseño.

## Historia eclesiástica

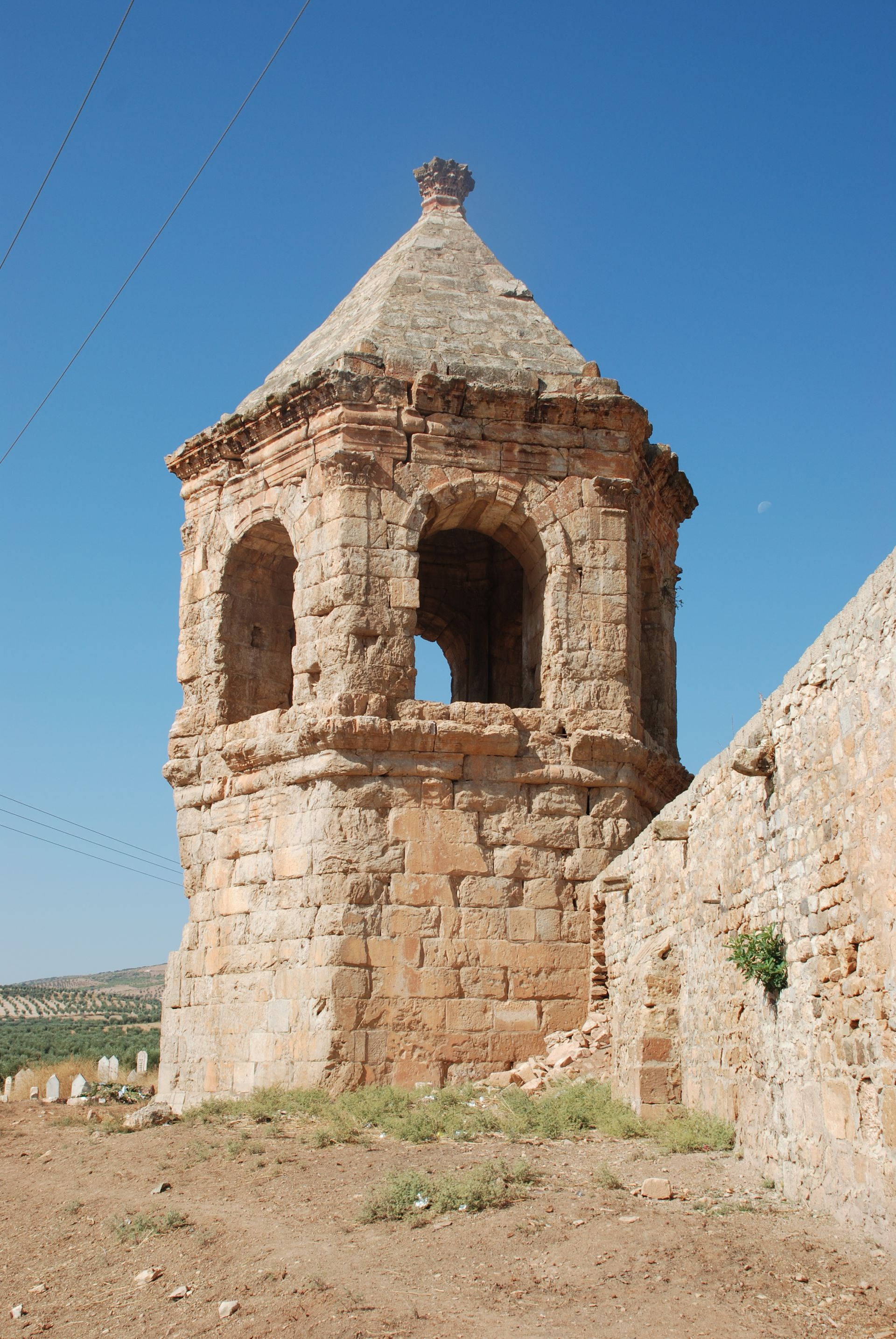
Mausoleo de Nebi Huri, Cirro

Cirro se convirtió en obispado cristiano en una fecha temprana, sufragánea de Hierápolis Bambice, capital y sede metropolitana de la provincia romana de Eufratensis. Bajo Justiniano, se convirtió en una metrópoli eclesiástica autocéfala sujeta directamente al Patriarca de Antioquía pero sin sufragistas. Su obispo Siricio estuvo presente en el Primer Concilio de Nicea en 325. El arriano Abgar (latinizado como Abgaro o Augaro) estuvo en el Concilio de Seleucia (360). Teodoreto menciona como otro arriano a un obispo llamado Asterio de la época del emperador romano Valente (364-378). Isidoro asistió al Primer Concilio de Constantinopla en 381. El más célebre de los obispos de Cirro es el mismo Teodoreto (423-458), prolífico escritor, bien conocido por su papel en la historia del nestorianismo, el eutiquianismo y el marcionismo. Nos dice que su pequeña diócesis (de unos sesenta kilómetros cuadrados) contenía 800 iglesias, lo que supone una población muy densa. En 476, un obispo llamado Ioannes celebró un sínodo contra Pedro de Antioquía. A fines de ese siglo, el obispo era un nestoriano llamado Sergio, que fue reemplazado por otro del mismo nombre que tenía la opinión teológica directamente opuesta, siendo jacobita, y que fue depuesto por el emperador Justino I en 518. Miguel el Sirio enumera a otros trece obispos jacobitas de la sede.
Una magnífica basílica albergaba las reliquias de los santos Cosme y Damián, que habían sufrido martirio en las cercanías de Cirro hacia el 283, y cuyos cuerpos habían sido transportados a la ciudad, de donde también se la llamó Hagiópolis ("ciudad de los santos"). Muchos santos, además, principalmente ermitaños, habían vivido o vivían entonces en este territorio, entre ellos los Santos Acépsimas, Zeumatio, Zebinas, Policronio, Marón (patrono de la Iglesia Maronita), Eusebio, Talasio, Maris, y otros. El obispo Teodoreto dedicó toda una obra a la ilustración de sus virtudes y milagros.